# Juan Peculiar

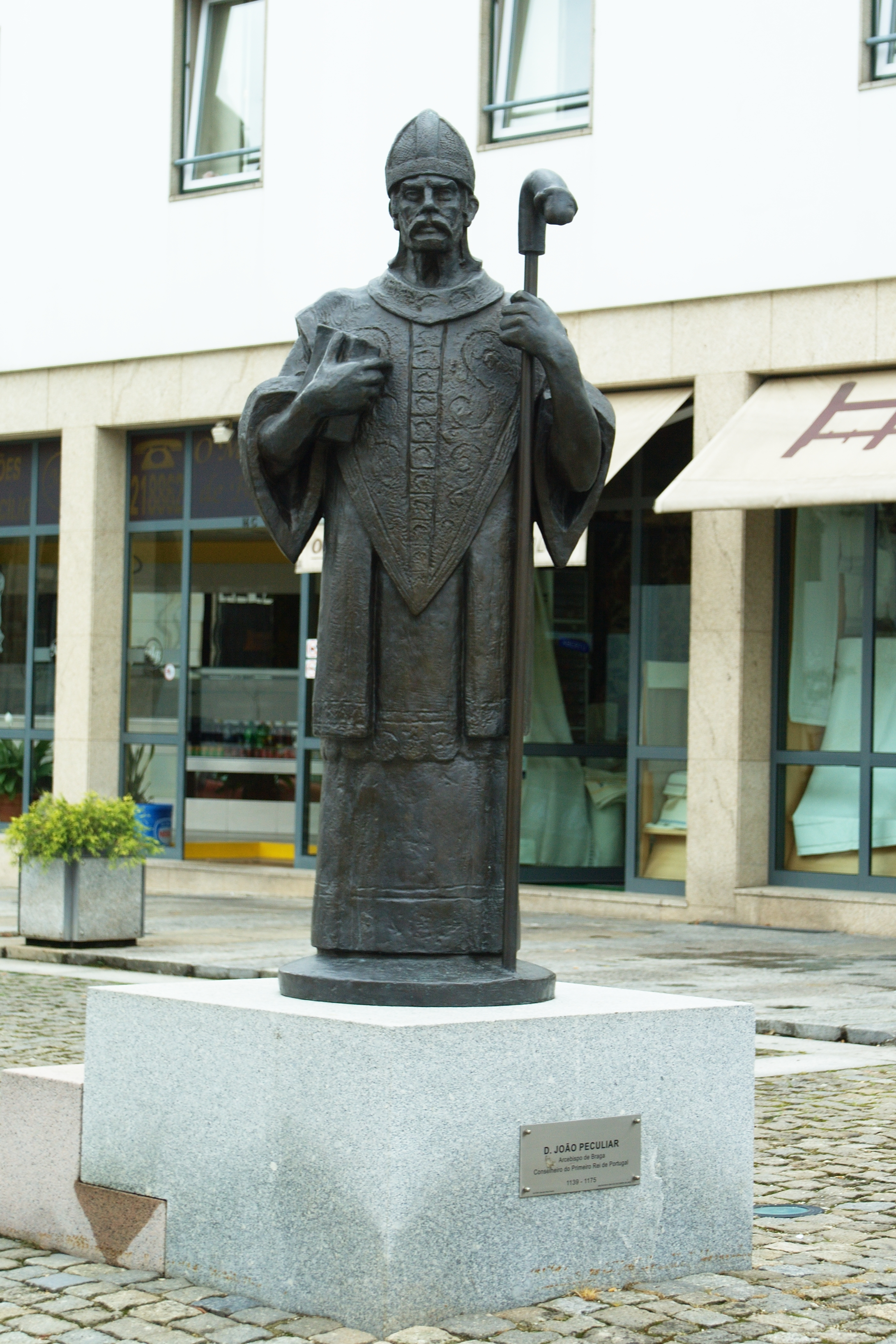
Estatua de Juan Peculiar en Braga.

Juan Peculiar (Coímbra, ?-Braga, 3 de diciembre de 1175) fue un religioso portugués, obispo do Oporto, arzobispo de  Braga. Además fue uno de los fundadores de los Canónigos Regulares de la Santa Cruz de Portugal.

## Biografía
Juan Peculiar nació en Coímbra, en fecha desconocida. Realizó sus estudios en letras y teología en su ciudad y en París. En 1123 fundó el convento de San Cristóbal de Lafões, en Beira. Fue elegido obispo de la diócesis de Oporto en 1136. Sede en la que duró dos años por haber sido nombrado arzobispo de Braga, cargo que ejerció entre 1138 y 1175.
Peculiar es famoso por haber organizado el encuentro entre Alfonso Henriques (futuro rey de Portugal) y Alfonso VII de León y Castilla. Dicho encuentro se llevó a cabo entre el 4 y 5 de octubre de 1143 y definió el Tratado de Zamora, que marcó la independencia de Portugal. Acompañó al rey portugués en la conquista de Lisboa en 1147. Este le encargo viajar a Roma para convencer al papa Inocencio II de que reconociera a Alfonso Henriques el título de rey, pero fue Alejandro III quien lo hizo en mayo de 1179.
El arzobispo de Braga falleció el 3 de diciembre de 1175 y fue sepultado en la Catedral de Braga.